# 丰云鹤
丰云鹤（1899年—1988年），女，山东济南人，中国麻纤维专家，曾任中华人民共和国纺织工业部顾问。